# أدريان ويلسون (كاتب)
أدريان ويلسون (بالإنجليزية: Adrian Wilson)‏ هو طابع حروف ‏ وكاتب أمريكي، ولد في 1 يوليو 1923، وتوفي في 3 فبراير 1988.